# Hexacladia smithii
Hexacladia smithii is een vliesvleugelig insect uit de familie Encyrtidae. De wetenschappelijke naam is voor het eerst geldig gepubliceerd in 1891 door Ashmead.